# 拉乌尔·杜菲
拉乌尔·杜菲（法語：Raoul Dufy，發音：[ʁaul dyfi]；1877年6月4日—1953年3月23日），又译杜飞，是一位法国画家。他擅长风景和静物画，早期作品先后受印象派和立体派影响，终以野兽派的作品著名。
其作品运用单纯的线条和鲜明的色彩将物体夸张变形，追求装饰效果。他的作品除了绘画，还在挂毯、壁画、纺织品和陶瓷设计中被广泛采用。

## 生平
杜飞出生于诺曼底的勒阿弗尔，14岁辍学进入一家咖啡进口公司工作。1895年他开始在勒阿弗尔市立美术学校听艺术夜课。1900年杜飞获得了一笔奖学金后，去巴黎美术学院学习。1901年他入选法国艺术家沙龙，展出《勒阿弗尔的黄昏》。1905年，杜飞受马蒂斯作品的启发，开始创作野兽派绘画。1909年他又受塞尚的影响，并开始为纺织物设计花样。
他的艺术风格于1920年前后达到成熟。1938年，他为万国博览会创作了巨幅装饰画(60米x10米)。1949年，他离开家乡佩皮尼昂，定居巴黎。1953年3月23日去世。

## 部分作品
- 《盟友》(1914年)
- 《阿拉伯骑手》(1914年)，现收藏于巴黎现代艺术博物馆
- 《苏贝旅馆》(1926年)，现收藏于菲利普斯收藏馆